# Cryptopsy
I Cryptopsy sono un gruppo brutal death metal canadese.

## Storia del gruppo

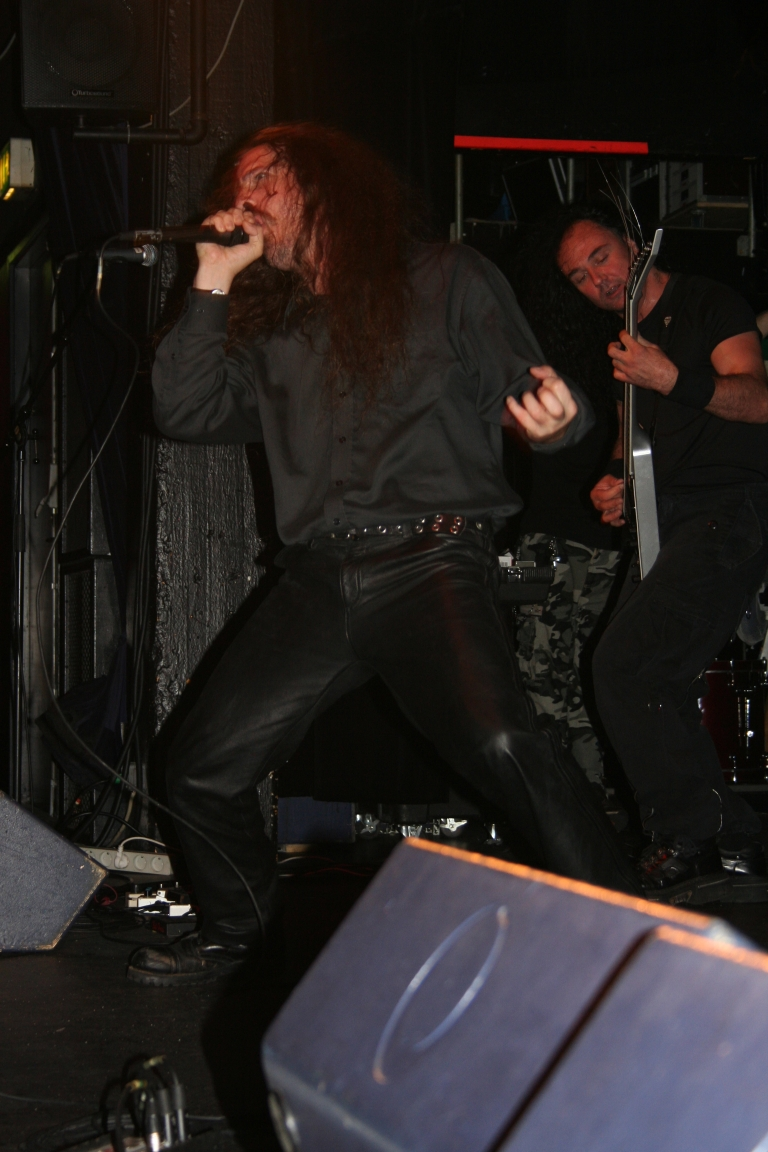
Lord Worm con i Cryptopsy

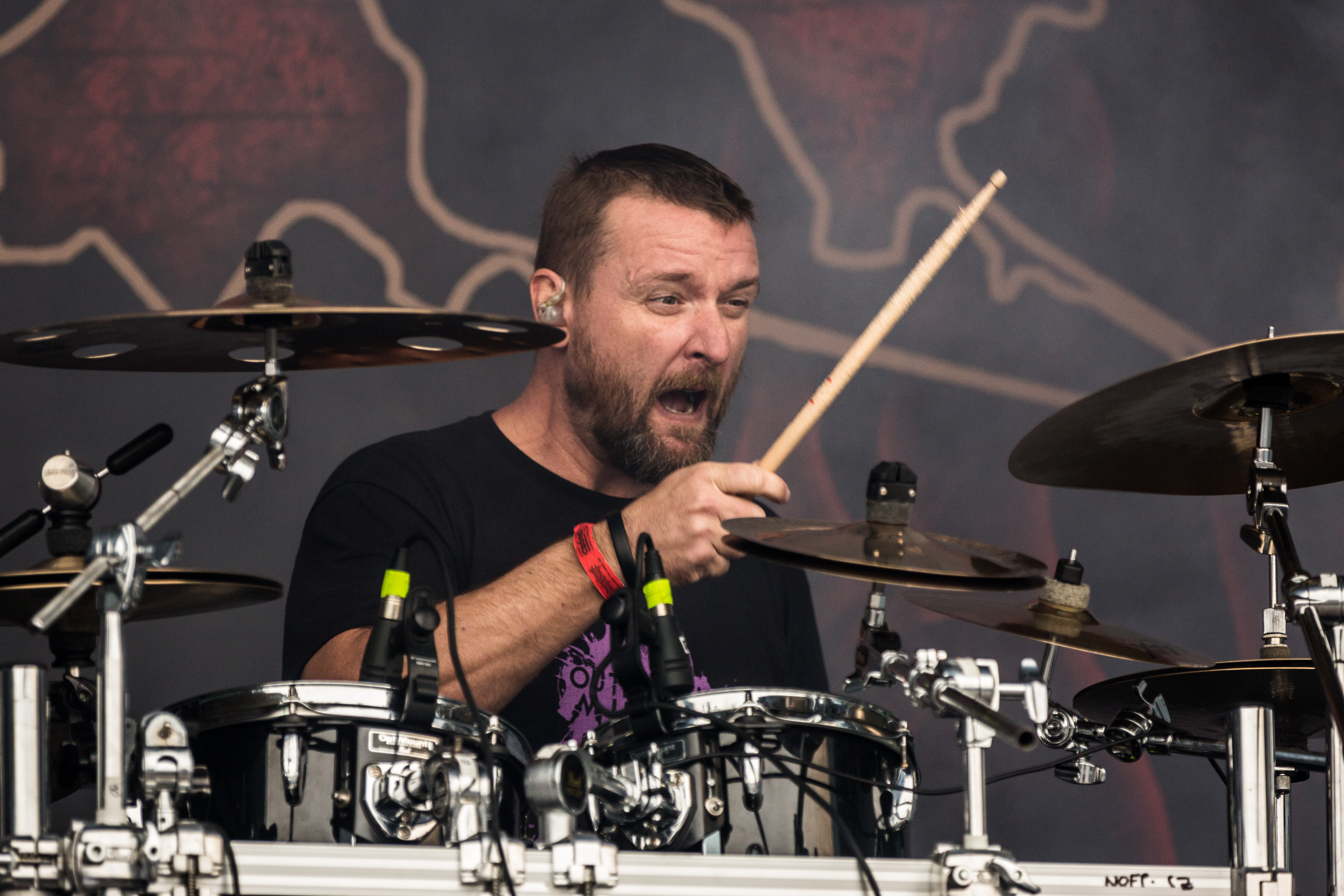
Flo Mounier, fondatore del gruppo

Il gruppo venne fondato nel 1988, dal cantante Lord Worm e dal chitarrista Steve Thibault, col nome di Necrosis. Ben presto il gruppo reclutò il batterista Flo Mounier, il bassista Kevin Weagle, e il chitarrista Dave Galea. Nel 1992 il nome venne cambiato in Cryptopsy dopo la scoperta di un gruppo della Florida che già si chiamava Necrosis. Nel 1993 la band pubblicò il primo demo, Ungentle Exhumation. Questo fece ricevere alla band parecchie attenzioni nell'ambito underground e venne scritturata dall'etichetta tedesca Invasion Records.
L'anno successivo, Kevin Weagle venne sostituito da Martin Fergusson e Dave Galea lasciò per essere rimpiazzato dal nuovo chitarrista Jon Levasseur. Con questa formazione registrarono, nel 1994, il loro primo disco, Blasphemy Made Flesh, con la Invasion Records. Quest'album creò alla band un folto seguito, soprattutto nell'underground, e ricevette critiche molto positive da tante riviste specializzate. Ciò nonostante, il gruppo ebbe alcune difficoltà e disagi con la Invasion Records, e l'album andò sotto il possesso dell'etichetta olandese Displeased Records, che però fallì poco dopo a causa di gravi problemi economici. Dopo il successo che ricevettero col tour di supporto a Blasphemy Made Flesh, il chitarrista Steve Thibault lasciò, ma rimase il loro manager per alcuni anni. Anche il bassista Martin Fergusson mollò il gruppo, e venne rimpiazzato da Eric Langlois, il cui talento e la cui originalità aggiunsero altre novità nello stile, già molto originale, dei Cryptopsy.

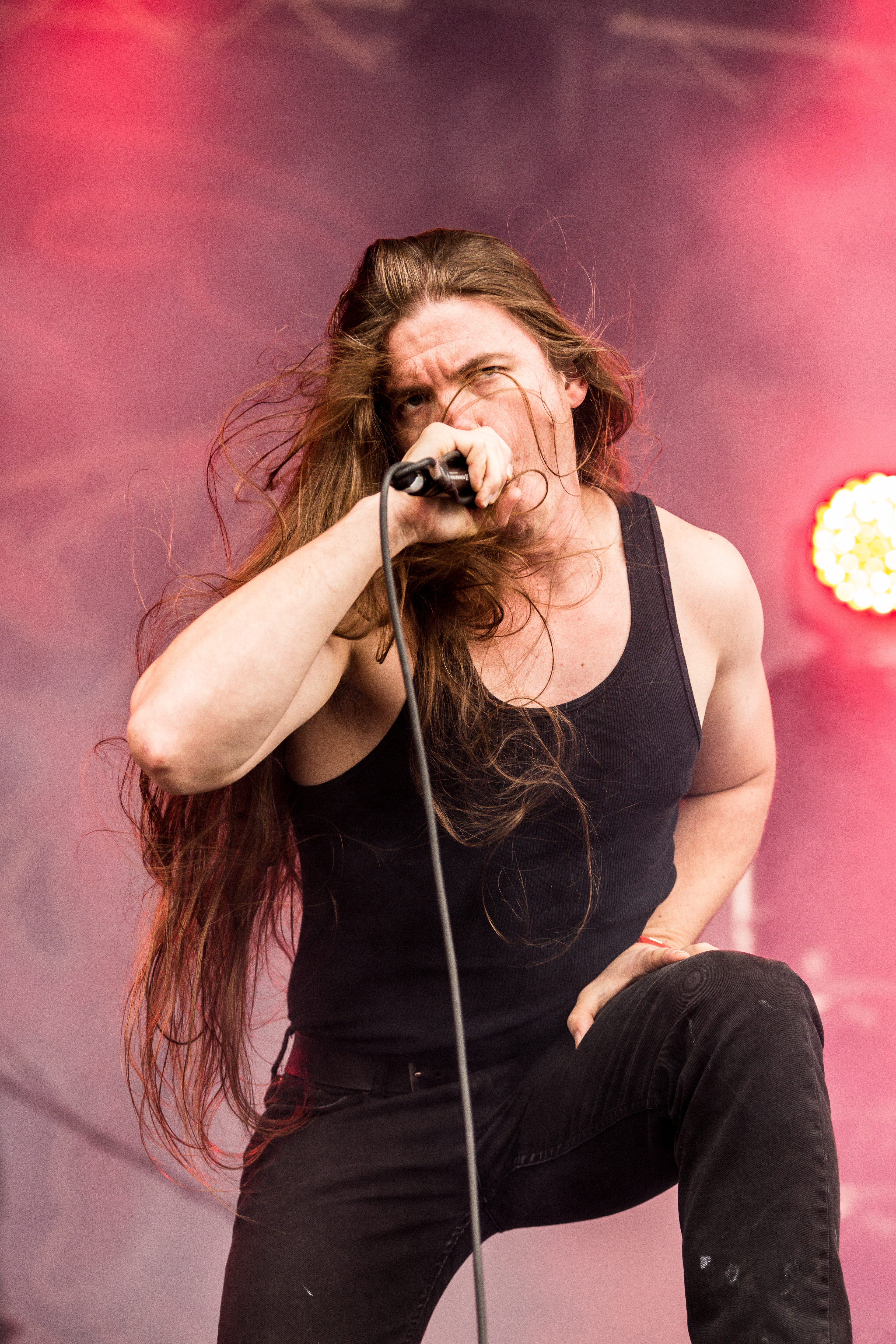
Matt McGachy

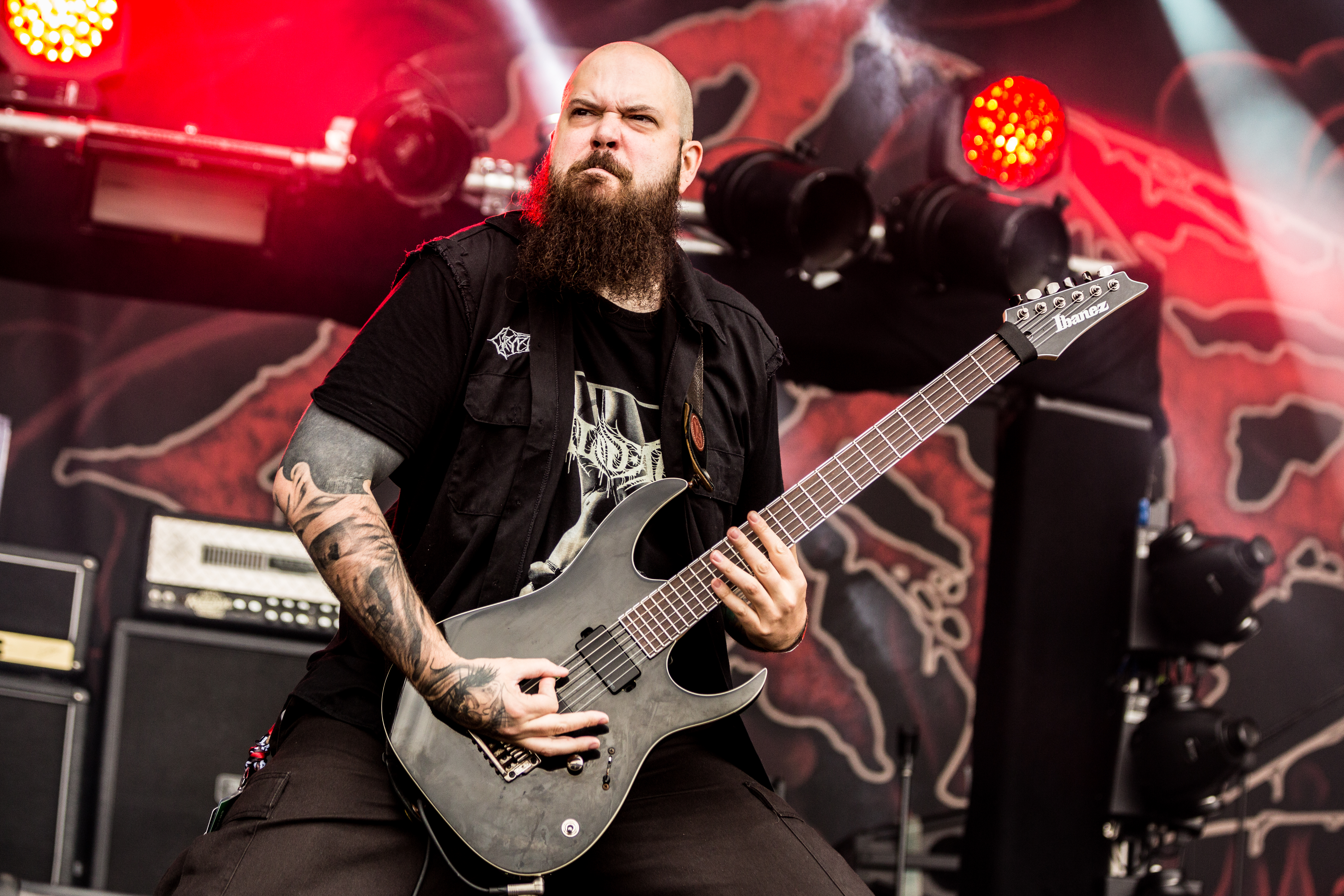
Christian Donaldson

Nel 1996, con in formazione Lord Worm, Flo Mounier, Jon Levasseur ed Eric Langlois pubblicarono quello che è da molti considerato l'apice della loro carriera, None So Vile, sull'etichetta svedese Wrong Again Records, che fallì poco dopo. Questo disco è comunque considerato uno dei prodotti più originali, estremi e tecnici del genere ed è ad oggi considerato una delle pietre miliari del death metal più tecnico. Anche se Jon Levasseur registrò tutte le parti di chitarra sul disco, per il tour venne assoldato un secondo chitarrista, Miguel Roy.
Dopo il tour di supporto a None So Vile, Lord Worm lasciò il gruppo. Le ragioni della partenza di Lord Worm sono controverse. Lo stesso Lord Worm avrebbe dichiarato in un'intervista ad una fanzine americana che la sua decisione di lasciare il gruppo era dovuta a problemi di salute. Secondo altre versioni invece il cantante ebbe degli screzi col resto della band, soprattutto per via del nuovo stile che il gruppo stava intraprendendo. In un'altra intervista, il cantante evoca invece problemi di tipo economico: la vita on the road col gruppo diventava estenuante e soprattutto insostenibile dal punto di vista finanziario, dato che costringeva la sua attuale compagna ad accollarsi tutte le spese. Quest'ultima versione sembra la più verosimile: in un'intervista più recente il cantante infatti spiega che il suo ritorno nel gruppo è dovuto al fatto che l'attività della band comincia a dare i suoi frutti, e che quindi il cantante può percepire uno stipendio.
All'inizio del 1997 il cantante Mike DiSalvo entrò a far parte della band. Era un cantante statunitense, per la precisione di Boston e venne scelto dallo stesso Lord Worm come nuovo cantante. Mike DiSalvo ustilizzava un differente stile di canto, più comprensibile e meno estremo rispetto a quello di Lord Worm. Nel luglio 1997, i Cryptopsy apparirono al Milwaukee Metalfest XI esaltando il pubblico americano e firmando un contratto con la Century Media Records, etichetta finalmente stabile ed in grado di offrire una distribuzione migliore anche nei paesi fuori da Europa e Nord-America.
L'album successivo, Whisper Supremacy, venne pubblicato dalla Century Media nel 1998, e aggiungeva alla formazione Miguel Roy, ormai ufficialmente secondo chitarrista del gruppo. Questo rese lo stile dei Cryptopsy ancora più originale, aggiungendo parti jazz/fusion, evidenti soprattutto in canzoni come Cold Hate, Warm Blood. Alcuni criticarono lo stile vocale di Mike DiSalvo, troppo sulla linea dei cantanti hardcore, ma la maggior parte dei fan rimasero felicemente impressionati. Il tour di supporto a Whisper Supremacy portò per la prima volta il gruppo ad un vero e proprio tour negli Stati Uniti, aumentando significativamente il numero di fan.
I Cryptopsy pubblicarono il loro quarto disco, ...And Then You'll Beg, nel 2000. L'album aveva un nuovo chitarrista, Alex Auburn, in sostituzione di Miguel Roy. Alex era un ottimo primo chitarrista, e sostituì in questo ruolo Levasseur che passò a fare il secondo. Questo disco era leggermente meno estremo dei precedenti, ma ancora più tecnico e sperimentale. Il disco conteneva, infatti, elementi progressive. Dopo la prima parte del tour, Mike DiSalvo lasciò il gruppo per cominciare una vita più stabile e tranquilla con la fidanzata, che era in attesa di un figlio. Un nuovo cantante venne reclutato per la parte europea e giapponese del tour.
Nel 2001, un grande fan dei Cryptopsy di Montréal, Martin LaCroix, divenne il nuovo cantante. Il suo stile venne visto da molti fan come un incrocio fra quelli di Lord Worm e di Mike DiSalvo, rendendolo un'ottima scelta per i concerti rimanenti. Nel giugno del 2002, i Cryptopsy suonarono il loro primo concerto a Montréal in quattro anni, e attirarono un numero di fan incredibilmente elevato per il genere. Il concerto venne registrato e pubblicato come live, None So Live, nel maggio del 2003. Questo disco fu l'unico contributo di LaCroix alla discografia dei Cryptopsy. La band infatti lo fece uscire perché non era in grado di scrivere i testi in inglese, come invece facevano i predecessori, anche perché di madre-lingua francese.

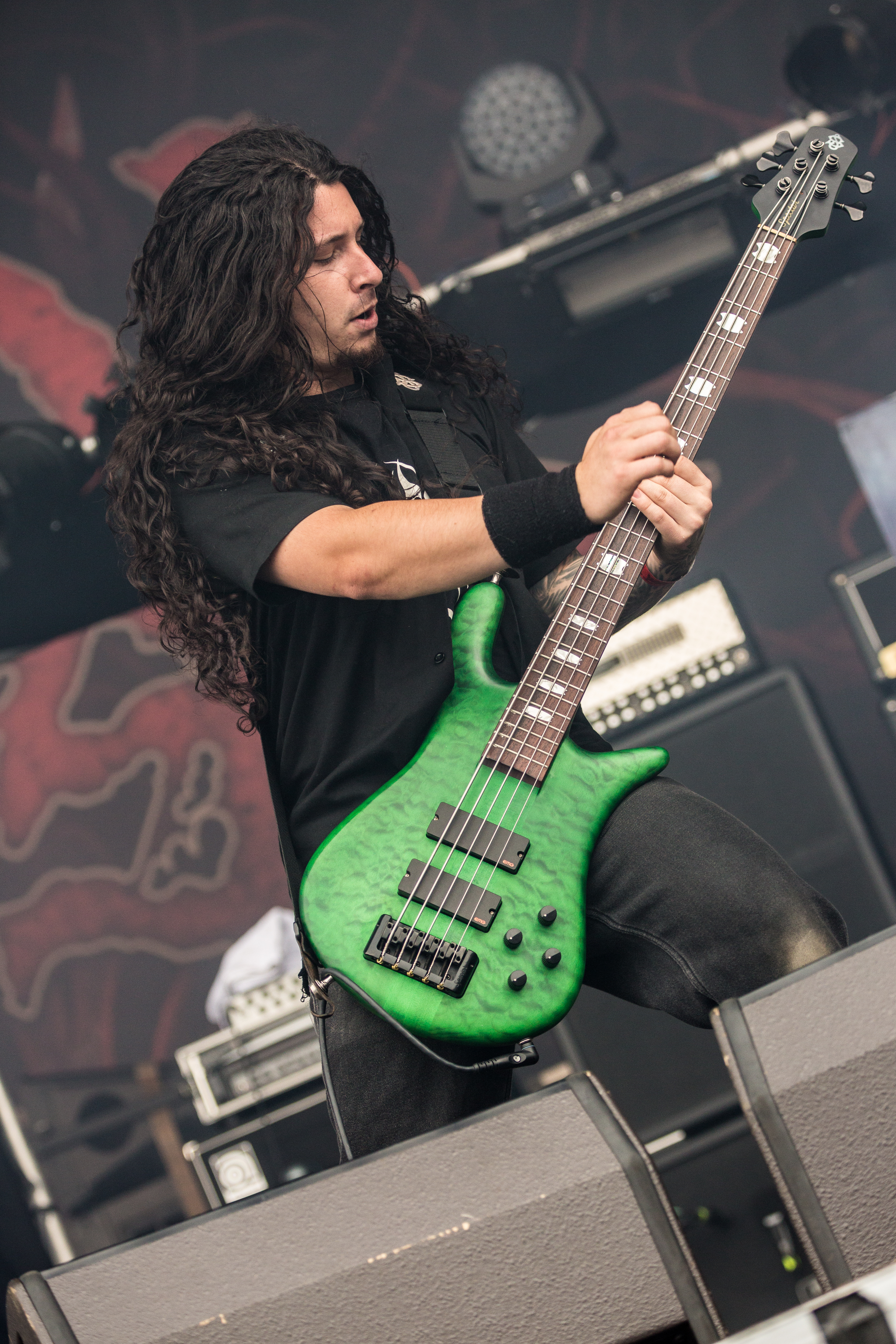
Olivier Pinard

Alla fine del 2003, venne annunciato il ritorno di Lord Worm, primo leggendario cantante del gruppo. Nell'estate del 2004 i Cryptopsy suonarono in diversi concerti nell'area di Montréal, e continuarono in tutto il Canada fino al 7 settembre con l'originale chitarrista Miguel Roy, che sostituì il defezionario Jon Levasseur. Dal 9 ottobre uno dei chitarristi dei Gorguts, Daniel Mongrain, divenne il secondo chitarrista per le date live. Il tour canadese finì il 6 novembre 2004 al Trois-Rivières Metalfest IV, che venne filmato per un DVD.
Il 31 gennaio 2005, Jon Levasseur annunciò che aveva perso l'interesse per la musica estrema e, in maniera amichevole, lasciò i Cryptopsy. Daniel Mongrain rimase quindi per il Back to the Worm tour, che il gruppo fece negli Stati Uniti tra febbraio e maggio. Dopo il tour però, Daniel Mongrain se ne andò. Intanto venne annunciato che il successivo album, Once Was Not, sarebbe stato pubblicato il 18 ottobre 2005. L'album venne registrato da Lord Worm, Flo Mounier, Eric Langlois, e Alex Auburn che registrò tutte le parti di chitarra. Il 28 settembre venne annunciato che il nuovo secondo chitarrista sarebbe stato Christian Donaldson dei Mythosis. L'album tornò allo stile dei primi due dischi, ricevendo un successo che il gruppo non otteneva dai tempi di None So Vile, e cominciò un nuovo tour con Suffocation, Despised Icon, e Aborted.
Nel 2007 i Cryptopsy si misero al lavoro per il nuovo album, ma il 23 aprile Lord Worm lasciò per la seconda volta il gruppo.
A dicembre vennero annunciati il nuovo cantante, Matt McGachy, e l'arrivo nel gruppo della tastierista Maggie Durand. Il 24 giugno 2008 il gruppo pubblicò The Unspoken King. L'album è bersaglio di pungenti critiche in quanto segnò un avvicinamento a sonorità deathcore. Inoltre il disco comprende clean vocals, un'altra novità pesantemente biasimata dai fan.
Nel febbraio 2009 il chitarrista Alex Auburn lasciò il gruppo e venne reclutato al suo posto Youri Raymond. Nel maggio 2011 avvennero ulteriori cambi di formazione che vedono il ritorno di Jon Levasseur alla chitarra, la partenza del bassista Eric Langlois, il quale fu sostituito dallo stesso Raymond.
Nell'estate del 2023 esce il nuovo album "As Gomorrah Burns".
Nel gennaio 2024 giunge la notizia della morte dell'ex cantante (2001-2003) Martin Lacroix. Nei mesi successivi i Cryptopsy iniziano il tour europeo "Unquestionable Blasphemy" insieme agli Atheist.

## Componenti
- Matt McGachy - voce (2007 – )
- Olivier Pinard - basso (2012 – )
- Christian Donaldson - tastiere (2005 – )
- Jon Levasseur - chitarra (1993 – 2005; 2011 – )
- Flo Mounier - batteria, voce (1992 – )

### Ex-componenti
- Youri Raymond - chitarra (2009 – 2011); basso (2011 – 2012)
- Eric Langlois - basso (1996 – 2011)
- Alex Auburn - chitarra, voce (1999 – 2009)
- Lord Worm (Dan Greening) - voce (1992 - 1997, 2003 - 2007)
- Mike DiSalvo - voce (1997 - 2001)
- Martin Lacroix - voce (2001 - 2003)
- Dave Galea - chitarra, voce (1992 - 1993)
- Steve Thibault - chitarra, voce (1988 - 1995)
- Miguel Roy - chitarra (1996 - 1999)
- Daniel Mongrain - chitarra (2004 – 2005)
- John Todds - basso (1988 – 1992)
- Kevin Weagle - basso (1992 - 1993)
- Martin Fergusson - basso (1994 - 1996)
- Maggie Durand - tastiera (2007 – 2008)
- Mike Atkin - batteria (1988 – 1992)

## Discografia

### Album in studio
- 1994 - Blasphemy Made Flesh
- 1996 - None So Vile
- 1998 - Whisper Supremacy
- 2000 - ...And Then You'll Beg
- 2005 - Once Was Not
- 2008 - The Unspoken King
- 2012 - Cryptopsy
- 2023 - As Gomorrah Burns

### Album dal vivo
- 2003 - None So Live

### Raccolte
- 2012 - The Best of Us Bleed
- 2018 - The Book of Suffering - Tome I & II

### Demo
- 1993 - Ungentle Exhumation

### EP
- 2015 - The Book of Suffering - Tome I
- 2018 - The Book of Suffering - Tome II